# روبرت ويلسون (مجدف)
روبرت ويلسون (بالإنجليزية: Robert Andrew Wilson) (و. 1935  م) هو مجدف كندي، ولد في كاملوبس، كولومبيا البريطانية، شارك في التجديف في الألعاب الأولمبية الصيفية 1956 – رجال ثمانية ‏.

## التعليم
تعلم في جامعة كولومبيا البريطانية (1953–1959).

## روابط خارجية
- روبرت ويلسون على موقع الاتحاد الدولي للتجديف (الإنجليزية)
- روبرت ويلسون على موقع اللجنة الأولمبية الدولية (الإنجليزية)
- روبرت ويلسون على موقع أوليمبيديا (الإنجليزية)
- روبرت ويلسون على موقع اللجنة الأولمبية الكندية (الإنجليزية)